# Basket Ibaizabal Saskibaloi Taldea
Ibaizabal Saskibaloi Taldea (I.S.T.) se creó el año 1983 con la intención de reunir bajo su organización a los diversos jugadores/as, entrenadores/as y aficionados del baloncesto practicado en Galdácano (Vizcaya), España. Actualmente cuenta con más de 20 equipos en diversas categorías, desde pre-mini hasta sénior.
A la actividad propia del I.S.T. hay que añadir las labores de formación y colaboración con todos los centros escolares del municipio que recurren al club en busca de entrenadores y monitores para participar en actividades deportivas organizadas por la Diputación de Vizcaya.
En la temporada 2012/2013 asciende a la Liga Femenina de Baloncesto. Actualmente compite en la Liga Femenina 2, tercer nivel en el baloncesto femenino.

## Denominaciones
- Ibaizabal (2005-2006)
- Ibaizabal Zuharrak (2006-2007)
- Diveximport Ibaizabal (2007-2008)
- GDKO Ibaizabal (2008-2010)
- Orion GDKO (2010-2012)
- GDKO Ibaizabal (2012-2013)
- Bizkaia GDKO (2013-2014)
- GDKO Bizkaia (2014-2015)
- GDKO Ibaizabal (2015-2022)
- Ibaizabal (2022-)

## Trayectoria
| Temporada | Nivel | División         | Pos. | Postemporada              | TR    | PO  |
| --------- | ----- | ---------------- | ---- | ------------------------- | ----- | --- |
| 2005-06   | 3     | 1.ª División Fem | 2.º  | Fase final (2.º)          | 27-3  | 2-1 |
| 2006-07   | 3     | 1.ª División Fem | 2.º  | Fase final (3.º)          | 25-5  | 1-2 |
| 2007-08   | 3     | 1.ª División Fem | 1.º  | Fase final (1.º)/ Ascenso | 28-0  | 3-0 |
| 2008-09   | 2     | Liga Femenina 2  | 13.º | –                         | 6-22  | –   |
| 2009-10   | 2     | Liga Femenina 2  | 13.º | –                         | 10-18 | –   |
| 2010-11   | 2     | Liga Femenina 2  | 12.º | –                         | 8-18  | –   |
| 2011-12   | 2     | Liga Femenina 2  | 11.º | –                         | 11-17 | –   |
| 2012-13   | 2     | Liga Femenina 2  | 4.º  | Fase final (2.º)/ Ascenso | 14-8  | 2-1 |
| 2013-14   | 1     | Liga Femenina    | 12.º | Descenso                  | 6-16  | –   |
| 2014-15   | 2     | Liga Femenina 2  | 1.º  | Fase final (5.º)          | 20-2  | 1-2 |
| 2015-16   | 2     | Liga Femenina 2  | 3.º  | Fase final (6.º)          | 20-6  | 1-2 |
| 2016-17   | 2     | Liga Femenina 2  | 5.º  | –                         | 15-11 | –   |
| 2017-18   | 2     | Liga Femenina 2  | 4.º  | Fase final (5.º)          | 19-7  | 1-2 |
| 2018-19   | 2     | Liga Femenina 2  | 9.º  | –                         | 13-13 | –   |
| 2019-20   | 2     | Liga Femenina 2  | 3.º  | –                         | 16-5  | –   |
| 2020-21   | 2     | Liga Femenina 2  | 6.º  | –                         | 14-12 | –   |
| 2021-22   | 3     | Liga Femenina 2  | 13.º | Descenso                  | 5-21  | –   |
| 2022-23   | 4     | 1.ª División Fem | 1.º  | Fase final (1.º)/ Ascenso | 23-3  | 3-0 |
| 2023-24   | 3     | Liga Femenina 2  | 11.º | –                         | 8-18  | –   |
| 2024-25   | 3     | Liga Femenina 2  | 8.º  | –                         | 12-14 | –   |
| 2025-26   | 3     | Liga Femenina 2  |      |                           |       |     |